# Sedum oreades
Sedum oreades là một loài thực vật có hoa trong họ Crassulaceae. Loài này được (Decne.) Raym.-Hamet miêu tả khoa học đầu tiên năm 1909.